# Tipula (Eumicrotipula) satrapa
Tipula (Eumicrotipula) satrapa is een tweevleugelige uit de familie langpootmuggen (Tipulidae). De soort komt voor in het Neotropisch gebied.